# Rödbent blombock
Rödbent blombock (Anoplodera rufipes) är en skalbaggsart som först beskrevs av Johann Gottlieb Schaller 1783.  Rödbent blombock ingår i släktet Anoplodera, och familjen långhorningar. Det är osäkert om arten förekommer i Sverige.

## Bildgalleri

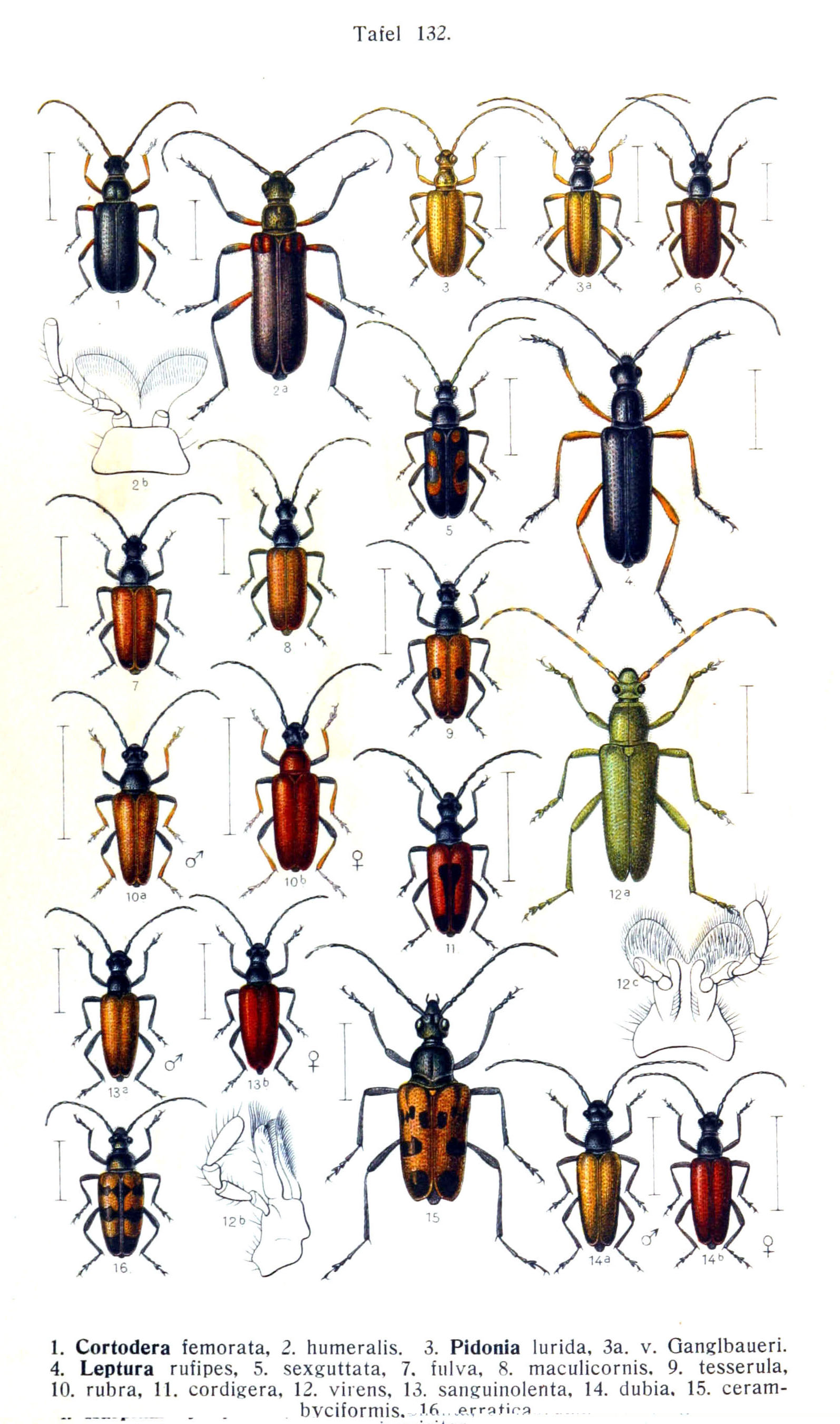